# Герритсен-Бич
Герритсен-Бич — район, расположенный в юго-восточной части Бруклина, Нью-Йорк.

## География
Герритсен-Бич находится на полуостровке в юго-восточной части Бруклина. Он имеет общую границу с Шипсхед-Бей, районом Марин Парк и собственно парком, с одноимённым названием. Залив Gotham Avenue Canal разделяет район с запада на восток. Местные жители называют северную часть «новой», а южную «старой». Новая часть выглядит, как обычный город: улицы, магазины, кирпичные дома, широкие тротуары. Южная же часть является популярным местом для проведения вечеринок на морских судах, а также местом, где можно арендовать лодку для рыбалки. Улицы в Герритсен-Бич расположены в алфавитном порядке (Aster, Bevy, Celeste, Dictum, и так далее). Район патрулируется работниками 61-го Участка Департамента полиции города Нью-Йорка.

## История
Район назван в честь Вулферта Герритса, голландского колониста. Он в начале XVII столетия, построил дом и ферму на речке Герритсен. А чуть позже, его сын, Хью Герритс, построил неподалёку первую приливную мельницу в США. В 1935 году трехсотлетняя мельница была разрушена пожаром. До начала XX столетия район оставался незастроенным. Лишь несколько бунгало, принадлежавших самовольным поселенцам находились в самом конце Герритсен Авеню. В 1920 году компания «Realty Associates» начала строить в районе домики для летнего отдыха. Вскоре юго-восточная часть района была застроена одноэтажными домиками с двускатными крышами. Дома строились на крохотных участках и не имели заднего двора. Популярность места быстро росла. Часть владельцев домов переделала их для круглогодичного проживания. Другие же сразу строили двухэтажные дома с задним двором. Таким образом всего за 10 лет в Герритсен-Бич появилось полторы тысячи домов.

## Демография
В районе проживает очень много потомков ирландцев. Старожилы рассказывают, что раньше жители называли общину cois farraige, что в переводе с ирландского означает «приморская». Остальная часть жителей является преимущественно потомками итальянцев и немцев.

## Образование
Начальная школа при церкви Воскресения работала до 2005 года, после чего была закрыта епархией. В настоящий момент в здании находится школа для умственно отсталых, которая называется школа «Синее Перо». В районе также находится начальная школа № 277, больше известная, как просто школа Герритсен-Бич.

## Отдых и Спорт
в Герритсен-Бич находятся 3 бейсбольных поля, 2 футбольных(европейский футбол) и одно бейсбольное поле для детей. Все поля расположены с восточной стороны Герритсен Авеню. В 1993 году член муниципального совета Герберт Е. Берман передал 192 тыс. долларов на реконструкцию этих полей. В районе также есть небольшой аэродром, расположенный недалеко от перекрестка Seba Avenue и Gerritsen Avenue. Рыбная ловля очень популярна среди жителей Герритсен-Бич. Удильщиков всегда можно найти у южной оконечности Герритсен Авеню и близлежащего побережья Марин Парка, так называемого соленого марша. Езда на квадроцикле также очень популярна. Люди ездят по всему пляжу и прилегающим к нему дорожкам.

## Транспорт
В районе проходит две автобусные линии: B31 и BM4.

## Добровольная пожарная охрана
Местная Добровольная пожарная охрана (также известная как «Добровольцы») является последним действующим подразделением Добровольной пожарной охраны в Бруклине. Подразделение было организовано в 1922 году, когда Герритсен-Бич был маленькой дачной общиной. Официально подразделение называется «Пожарная охрана Герритсен-Бич». Пожар, случившийся в 1921 году на улице «Abbey Court», продемонстрировал общине, что штатная пожарная команда неспособна добраться до района в срок, необходимый для тушения. Жители собрались на митинг и организовали свою собственную(и единственную) пожарную команду в Бруклине.
Прежде, чем в Герритсен-Бич был проведен водопровод, «Добровольцам» приходилось тушить пожары по 3 раза в неделю. Опасность пожара для жителей Герритсен-Бич была особенно высока из-за того, что многие семьи пользовались примусами и керосиновыми лампами, а воду для тушения приходилось закачивать из колодцев. Лишь в 1930 году городские власти построили пункт пожарной охраны № 321, на перекрестке Герритсен Авеню и Авеню Ю.
Члены Добровольной команды в первые годы работы имели прозвище «Вампиры». Они были обучены не только тушить пожары, но и спасать тонущих, а кроме того оказывать неотложную медпомощь в различных ситуациях. Согласно ежегодному буклету от 1976 года, Департамент Здравоохранения Нью-Йорка разрешил «Добровольцам» проводить обучение по оказанию неотложной медпомощи. Хотя в настоящее время пожарной охраной района занимается штатная пожарная команда № 321, многие жители города продолжают оказывать сильную материальную поддержку Добровольной пожарной команде.
Добровольная пожарная команда в ряде случаев оказывала помощь за пределами своего района.
- «Добровольцы» оказали медицинскую помощь пострадавшим при катастрофе DC-8 на перекрестке 7-й Авеню и Стерлинг Плейс 16 декабря 1960 года.
- Всего через 3 дня после авиакатастрофы «Добровольцы», по призыву властей города помогали тушить пожар на борту авианосца USS Constellation (CV-64) находившегося в верфи ВМФ США.
- При сильном тумане, мощный прожектор пожарной машины периодически используют в аэропорту имени Кеннеди.
- При возгорании нефти в Милл Бейсин в 1962 году «Добровольцы» потушили пожар, применив пенное пожаротушение.
- Во время сильной метели в 2010 году команда оказывала неотложную медпомощь, в то время как штатная медпомощь оказалась недееспособной[2].

Добровольная пожарная команда имеет в своем составе один пожарный автомобиль и одну машину для оказания неотложной медпомощи.

## Другие организации в районе
- сайт Общества охраны пляжей Герритсен-Бич
- сайт Ирландского католического братства в Бруклине

## Фильмы, снятые в Герритсен-Бич
- Город за Рекой (1949)
- Москва на Гудзоне
- Отступники
- Шафт
- Только она единственная
- Так она нашла меня[3]

- перед Хеллоуином
- библиотека